# ましゅ

例題

解答

ましゅは、方眼の枠に白丸（○）と黒丸（●）が配置された盤面上に、ルールに従い、白丸と黒丸を通る一つの輪を作るペンシルパズルである。

## ルール
- 盤面に線を引き、全体で1つの輪を作る。線はタテヨコに引き、マスの中央を通る。1つのマスに通ることのできる線は1本だけ。線は盤面の外に出ない。交差、枝分かれは禁止。
- 白丸、黒丸があるマスは必ず線が通る。
- 白丸を通る線は、白丸のマスでは必ず直進する。両隣のマスの少なくとも1つで直角に曲がる。
- 黒丸を通る線は、黒丸のマスで必ず直角に曲がる。黒丸の隣のマスは直進する。

## 歴史
ましゅは、パズル通信ニコリ90号（2000年春号）の「オモロパズルのできるまで」というコーナーにおいて「白真珠黒真珠」というタイトルで発表された。同誌84号（1999年4月号）に登場した「真珠の首飾り」というパズルの改良版として登場している。
96号よりコーナーから独立している。103号で「ましゅ」に改称されている。
「ましゅ」というタイトルは「真（ま）珠（しゅ）」の誤読から生まれている。

## いくつかの基本的な解法
白丸が外周に接していれば、外周の線と平行するように線を引ける。黒丸が隣接していれば、反対方向へ2マス分線が引ける。等々、多数の手筋がある。中盤以降は、線が閉じないよう、スリザーリンクと同様の考え方を用いる場合が多い。